# Eduard Totleben
Eduard (von) Totleben (Russisch: Эдуард Иванович Тотлебен; Ėdoeard Ivanovitsj Totleben) (Jelgava (tegenwoordig Letland), 20 mei 1818 - Bad Soden, 1 juli 1884) was een Russisch militair van Baltisch-Duitse afkomst.  Totleben was een pionier en internationaal erkend expert op het gebied van vestingbouw en genie-eenheden.

## Loopbaan
Graaf Eduard (von) Totleben was de zoon van een rijke handelaar en bezocht de cadettenschool in Riga en de ingenieursschool in Sint-Petersburg. In 1837 werd hij officier bij de Genie. Met dit onderdeel vocht hij van 1847 tot 1850 op de Kaukasus. Als kapitein der Genie was hij betrokken bij de belegering van de Tsjetsjeense vestingen Salti en Tschoch. In de Krimoorlog was hij luitenant-kolonel en betrokken bij de belegering van Silistria. 
Hij slaagde erin om in 1855 zeer snel uitgebreide en effectieve bolwerken ten zuiden van Sebastopol op te werpen. De stelling van Totleben maakte het de geallieerden onmogelijk om Sebastapol snel te veroveren. Na op 20 juli 1855 aan de voet gewond te zijn geraakt werd Totleben bevorderd tot luitenant-generaal en Generaaladjudant des Keizers. Op 17 juli 1858 benoemde Koning Willem III der Nederlanden hem tot Commandeur in de Militaire Willems-Orde. In het register van de Militaire Willems-Orde staat hij als "E.Todleben" ingeschreven.

## Militaire loopbaan
- Vaandrig: 1836[2]
- Tweede luitenant: 1838[2]
- Kapitein: 1847[2]
- Luitenant-kolonel: 1854[2]
- Generaal-majoor: 1855[2]
- Luitenant-generaal: 1860[2]
- Generaal:

## Onderscheidingen
- Orde van Sint-George
  - 2e klasse in 1877[2]
  - 3e klasse in 1855[2]
  - 4e klasse in 1854[2]
- Orde van Sint-Andreas de Eerstgeroepene in 1883
- Ridder in de Orde van Sint-Vladimir in 1874
- Ridder in de Alexander Nevski-orde in 1872
- Ridder in de Orde van de Witte Adelaar
- Ridder in de Orde van Sint-Anna in 1859
- Gouden zwaard voor Dapperheid in 1849[2]
- Ridder in de Orde van Sint-Stanislaus in 1856
- Grootkruis in de Orde van de Roos in 1865
- Grootkruis in de Orde van Isabella de Katholieke in 1865
- Grootkruis in de Leopoldsorde in 1865
- Pour le Mérite in 1 mei 1873[5]
- Grootkruis in de Leopoldsorde in 1874
- Grootkruis in de Huisorde van de Wendische Kroon in 1876
- Grootkruis in de Orde van de Rode Adelaar met Zwaarden in 1864
- Ridder in de Orde van de Olifant in 1879
- Grootkruis in de Orde van Danilo in 1882